# آباء من أجل الراحة
آباء من أجل الراحة (بالإسبانية: Papás por conveniencia)‏ هو مسلسل تلفزيوني مكسيكي من بطولة خوسيه رون وأريادن دياز. تم عرضه لأول مرة على قناة النجوم في 21 أكتوبر 2024.

## طاقم العمل
- أريادن دياز - عايدة موسكيدا
- خوسيه رون - تينو جيفارا
- فرديناندو فالنسيا - جوزمان مورييل
- أفريقيا زافالا - فيديريكا
- دانييلا لوجان - كلارا لوز
- مارتن ريكا - رودولف
- ماريا شاكون - أليسيا «ليتشيتا» تشاغويان
- ميغيل مارتينيز - تشانو تشامورو
- هوراسيو بانشيري - داماسو ريفيرا
- لامدا جارسيا - فاكوندو
- شيرلين جونزاليس - سيلفانا
- إيمانول لانديتا - فيليبي